# Matthew Boulton

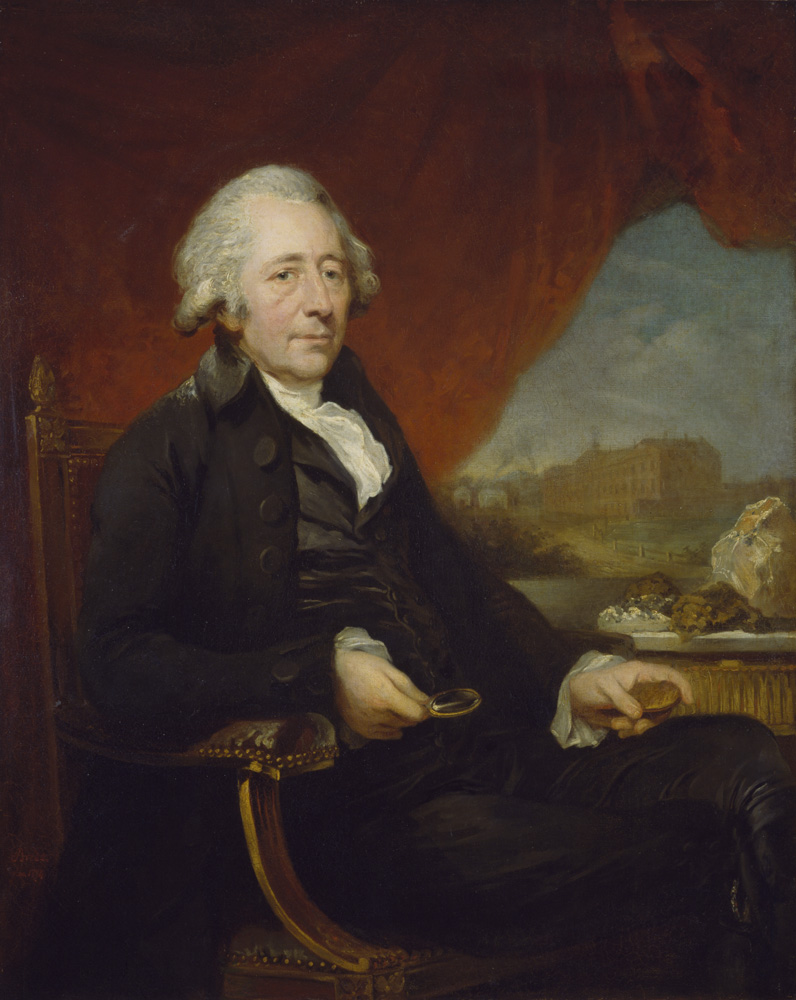
Matthew Boulton

Matthew Boulton (ur. 3 września 1728 w Birmingham, zm. 17 sierpnia 1809 tamże) – fabrykant angielski, wspólnik szkockiego inżyniera Jamesa Watta.
W okresie ostatnich 25 lat XVIII wieku spółka Boulton & Watt zainstalowała setki silników parowych, które stanowiły wówczas znaczny postęp technologiczny. Umożliwiło to tym samym mechanizację fabryk i młynów. Boulton opracował też m.in. nowe technologie do wybijania monet używane w wielu krajach.